# Graeme Brown
Graeme Brown (n. 9 aprilie 1979, Darwin, Teritoriul de Nord, Australia) este un ciclist australian, medaliat olimpic. A participat la 3 ediții ale Jocurilor Olimpice (2000, 2004, 2008) în care a câștigat două medalii de aur.